# Mitchel Musso
Mitchel Tate Musso (n. 9 iulie 1991, Garland, Texas, SUA) este un actor american, cântăreț, compozitor și muzician. Mitchel Musso este cunoscut pentru serialul TV Disney Channel Hannah Montana în care a jucat rolurile lui Oliver Oken și Mike Stanley (în sezonul 3), Jeremy Johnson în serialul Disney Channel Phineas și Ferb și Regele Brady în serialul Disney XD Perechea de regi. El este, de asemenea, gazda noului serial de la Disney Channel PrankStars. În unele din alte opere ale sale, el a furnizat vocea lui de DJ pentru calculator animat / film de mișcare de captare, Monster House și, de asemenea, a jucat rolul lui Raymond Figg în Disney Channel Original Movie, Life Is Ruff, lansat în 2005. Musso s-a născut în Garland, Texas, fiul lui Katherine (născută Moore) și Samuel Musso, care au fost implicați în comunitate de teatru, în Dallas, Texas. El are doi frați: Mason Musso (cel mare), care cântă ca vocalist în trupa Metro Station, și Marc Musso (cel mic), un actor. El are un labrador auriu pe nume Stitch.

## Filmografie
| Anul         | Titlul                                       | Rolul                                                  | Observații                                                                    |
| ------------ | -------------------------------------------- | ------------------------------------------------------ | ----------------------------------------------------------------------------- |
| 2002         | Am I Cursed?                                 | Richie                                                 | Film debut                                                                    |
| 2002         | The Keyman                                   | Cub Scout                                              |                                                                               |
| 2003         | Secondhand Lions                             | Boy                                                    |                                                                               |
| 2004         | Oliver Beene                                 | One Nad aka Walter                                     | Episodul: "Soup to Nuts"                                                      |
| 2005         | Avatar: The Last Airbender                   | Aang                                                   | rol principal (Pilot (Avatar: The Last Airbender)                             |
| 2005         | Life Is Ruff                                 | Raymond Figg                                           | Disney Channel Original Movie                                                 |
| 2005         | Walker Texas Ranger: Trial by Fire           | Josh Whitley                                           | Film                                                                          |
| 2006         | Monster House                                | DJ Walters                                             | Voce                                                                          |
| 2006–2011    | Hannah Montana                               | Oliver Oken/Mike Standley III                          | 85 de episoade, sezoanele 1-3 personaj principal, sezonul 4 personaj periodic |
| 2007         | Shorty McShorts' Shorts                      | Kevin                                                  | 1 episod                                                                      |
| 2007–present | Phineas și Ferb                              | Jeremy Johnson (voice)                                 | 51 de episoade                                                                |
| 2009         | Renașterea lui Pete                          | Cleatus Poole                                          | rol principal Disney Channel Original Movie                                   |
| 2009         | Yin Yang Yo!                                 | El însuși (voce)                                       | Episodul 63                                                                   |
| 2009         | Hannah Montana: The Movie                    | Oliver Oken                                            |                                                                               |
| 2010–2012    | Perechea de regi                             | Regele Brady din Kincow, Brady Parker                  | rol principal, 44 de episoade                                                 |
| 2010         | The Search for Santa Paws                    | Adult Santa Paws                                       | Voce                                                                          |
| 2011         | So Random!                                   | El însuși                                              | invitat special muzical                                                       |
| 2011         | PrankStars                                   | gazdă/ el însuși                                       | 6 Episodes                                                                    |
| 2011         | Phineas și Ferb în a doua dimensiune: Filmul | Jeremy Johnson și Jeremy Johnson din a doua dimensiune | Disney Channel Original Movie Bazat pe Phineas și Ferb                        |

## Cariera

### Cariera de actor
În 2004, Mitchel Musso a făcut debutul la Hollywood în filmul Secondhand Lions, alături de fratele său Marc. Înainte de a juca în Secondhand Lions, el a fost în mai multe filme în prealabil: Am I Cursed? ca Richie și specialist ca un căutător de pui în anul 2002. Musso, de asemenea, a jucat în trei episoade din King of the Hill, ca voce a lui Bobby Hill, prietenul lui Curt în episoadele "The Powder Puff Boys" și "Bobby Rae", precum și copil surfer în Four Wave Intersection în 2007.

În afară de rolul său Oliver Oken în Disney Channel Hannah Montana, Musso este vocea lui Jeremy Johnson în Phineas și Ferb, un băiat pe care sora lui Phineas, Candace (Ashley Tisdale), are o pasiune pentru el. Alte credite care acționează includ “Raymond Figg” în Disney Channel Original Movie, Life Is Ruff, vocea Aang în versiunea episodului pilot din Avatar: The Last Airbender, vocea de DJ în filmul Monster House, și Hannah Montana: The Movie, care a fost lansat pe 10 aprilie 2009. Musso a fost primul în Jocurile Disney Channel din 2006 cu privire la echipa verde, și a apărut în echipa roșie în 2007, 2008 și 2011. De asemenea, el a apărut în filmul de televiziune Walker, Texas Ranger: Trial by Fire alături de Chuck Norris și Selena Gomez. La 2 iunie 2008, Musso a fost un invitat surpriză la Premiile Spotlight de la North Shore Muzica Teatru în Beverly, Massachusetts. El a prezentat premiile pentru Cel mai bun actor și Cea mai bună actriță a anului teatral 2007-2008. În 2008 Mitchel Musso, Miley Cyrus și Billy Ray Cyrus au apărut în muzica videoclipului piesei “Seventeen Forever” al trupei Metro Station.

La sfârșitul anului 2009, Musso a fost ales, alături de Doc Shaw din O viață minunată pe punte, într-o nouă serie de televiziune pentru Disney XD intitulat Perechea de regi. Seria a început în martie 2010, în urma producției de final de sezon Hannah Montana, în care Musso nu a jucat în acest sezon ci a fost doar un oaspete. Seria a avut premiera pe 10 septembrie 2010. A fost anunțat că Musso va fi gazda celui mai recent serial Disney Channel PrankStars care a avut premiera pe 15 iulie 2011.
Pe 12 decembrie 2011, Disney XD a anunțat că Perechea de regi va fi înnoit pentru un al treilea sezon. Musso nu va reveni pentru noul sezon, și va fi înlocuit de un nou personaj jucat de Adam Hicks. PrankStars s-a încheiat în 2011 din cauza lui. El va rămâne ca vocea lui Jeremy Johnson din Phineas și Ferb.

### Cariera de cântăreț
Mitchel Musso a remixat piesa "Lean on Me" pentru filmul Disney ‘’Snow Buddies’’, muzica video este inclusă pe DVD și cântecul este inclus pe Radio Disney. Musso a cântat, de asemenea, piesa "If I Didn’t Have You" cu Emily Osment pentru DisneyMania în 2008 și a cântat piesa “Stand Out” pentru Disneymania în 2010. În 2009, pentru Disney Channel Original Movie Renașterea lui Pete, Musso a făcut echipă cu Tiffany Thornton, din “Sonny și steluța ei norocoasă”, pentru a înregistra un cântec numit "Let It Go", care a fost folosit în film. Cei doi, de asemenea, ai lucrat la un videoclip pentru piesa “Let It Go” la Disney Channel. Musso a înregistrat, de asemenea, o melodie numită "The Girl Can't Help It", pentru un alt film Disney Channel Original “Princess Protection Program”. "Let It Go" și "The Girl Can't Help It" au fost prezentate pe albumul compilației Disney, Disney Channel Playlist, care a fost lansat pe 23 iunie 2008. Și a cântat "Live like kings” la Perechea de regi de la Disney XD.

Într-un efort de studio, Musso a lansat propriul său album de debut numit “Mitchel Musso” pe 2 iunie 2009. Debutul single, "In The Crowd", un cover al lui Ioan Hampson, a avut premiera la Radio Disney la 5 decembrie 2008. Al doilea single, "Hey", a fost lansat la 15 mai 2009, pe Radio Disney, cu un videoclip, care a avut premiera pe Disney Channel. El a fost gazda la Disney Channel "PrankStars", și a cântat piesa de la începutul serialului.

În iulie și august 2009, Musso a lansat ‘’Metro Station’’. El a lansat, de asemenea, un turneu în luna august, cu KSM, ca act de deschidere. La data de 4 septembrie 2010 a făcut un concert gratuit la New York. O săptămână mai târziu, el a făcut un alt spectacol gratuit la Târgul de stat Utah. Al doilea album de debut al lui Musso, "Brainstorm", a fost lansat pe 23 noiembrie 2010. El a făcut un videoclip pentru fiecare dintre piesele sale de pe album. Melodia sa “Celebrate” a fost în top 3 de la Radio Disney.

Musso a fost lansat, de asemenea, două single-uri prin intermediul YouTube ("Rollin'" și "Crystal Ball"), ambele cântate cu KyleE. El va lansa cel de-al treilea album numit "Lonely".